# شراخ (كحلان عفار)

تعديل مصدري - تعديل

شراخ هي إحدى قرى عزلة الدقيمي بمديرية كحلان عفار التابعة لمحافظة حجة، بلغ تعداد سكانها 229 نسمة حسب تعداد اليمن لعام 2004.